# メガネモチノウオ
メガネモチノウオ（眼鏡持之魚、学名：Cheilinus undulatus ）は、スズキ目・ベラ科に分類される魚の一種で、ベラ科の魚ではもっとも大きくなる。インド太平洋の熱帯海域に広く分布する大型の海水魚である。ナポレオンフィッシュの別名も知られる。

## 特徴
オスの成魚は全長2メートル以上に達することもあり、ベラ科の最大種である。最大の個体で全長229センチメートル・体重191キログラム・年齢32歳の記録がある。体はタイのように側扁し、体高が高い。吻が前方に突き出し、厚い唇と大きな口がある。目から口へ、さらに目の後ろにも眼径と同程度の太さの帯模様が走る。
体色や体表の模様は、成長段階や個体によって変異がある。幼魚やメスは水色-黄白色の地に藍色などの模様が入り、目を通る縦帯が黒く目立つ。成長したオスは全体的に黄褐色-青緑色になり、目を通る縦帯が薄れ、さらに額が瘤状に前へ突き出る。頭部全体も大きくなり、全長の1/3程度を頭部が占めるほどになる。
和名「メガネモチノウオ」は、目を通る黒いラインが眼鏡をかけているように見えることに由来する。同様の由来を持つ呼び名に広東語の「蘇眉」（ソウメイ、sou1mei4）がある。一方、別名の「ナポレオンフィッシュ」は、老成個体の瘤状の額がナポレオンのかぶった軍帽に似ることに由来する。同様に英名"Humphead wrasse"も「頭が膨らんだベラ」の意味である。

### 生態
中央太平洋からアフリカ東岸まで、太平洋とインド洋の熱帯海域に広く分布する。日本では南西諸島沿岸に分布するが、和歌山県でも記録がある。
浅い海の岩礁やサンゴ礁に生息する。繁殖期には群れを作るが、通常は単独で生活する。昼に活動し、海底付近を泳ぎながら小魚や貝類などの小動物を捕食する。夜は岩陰で休む。
巨体には迫力があり、国内外の水族館でよく飼育されている。餌付けされたものは人懐こく、スクーバダイビングでも人気がある観察対象である。ただし、餌付けされていない野生種は、そのかぎりではない。

## 利用
白身で脂が程よく乗り、非常に美味である。分布域では高級魚として珍重される。沖縄では「ヒロシー」や「ヒロサー」、香港では「蘇眉」（ソウメイ）と呼ばれ、幼魚は蒸し魚にするととろみを感じさせるほどに軟らかい。

## 保全状況
ENDANGERED (IUCN Red List Ver. 3.1 (2001))
21世紀に入る頃から乱獲やサンゴ礁の破壊などで個体数が著しく減少し、絶滅が危惧されている。IUCNレッドリストでは2004年版から"EN"（Endangered : 絶滅危惧）と評価されている。消費地の一つである香港では食べないように呼びかけられてもいる。また絶滅のおそれのある野生動植物の種の国際取引に関する条約（通称: ワシントン条約）附属書IIの適用対象ともされている。

## 写真

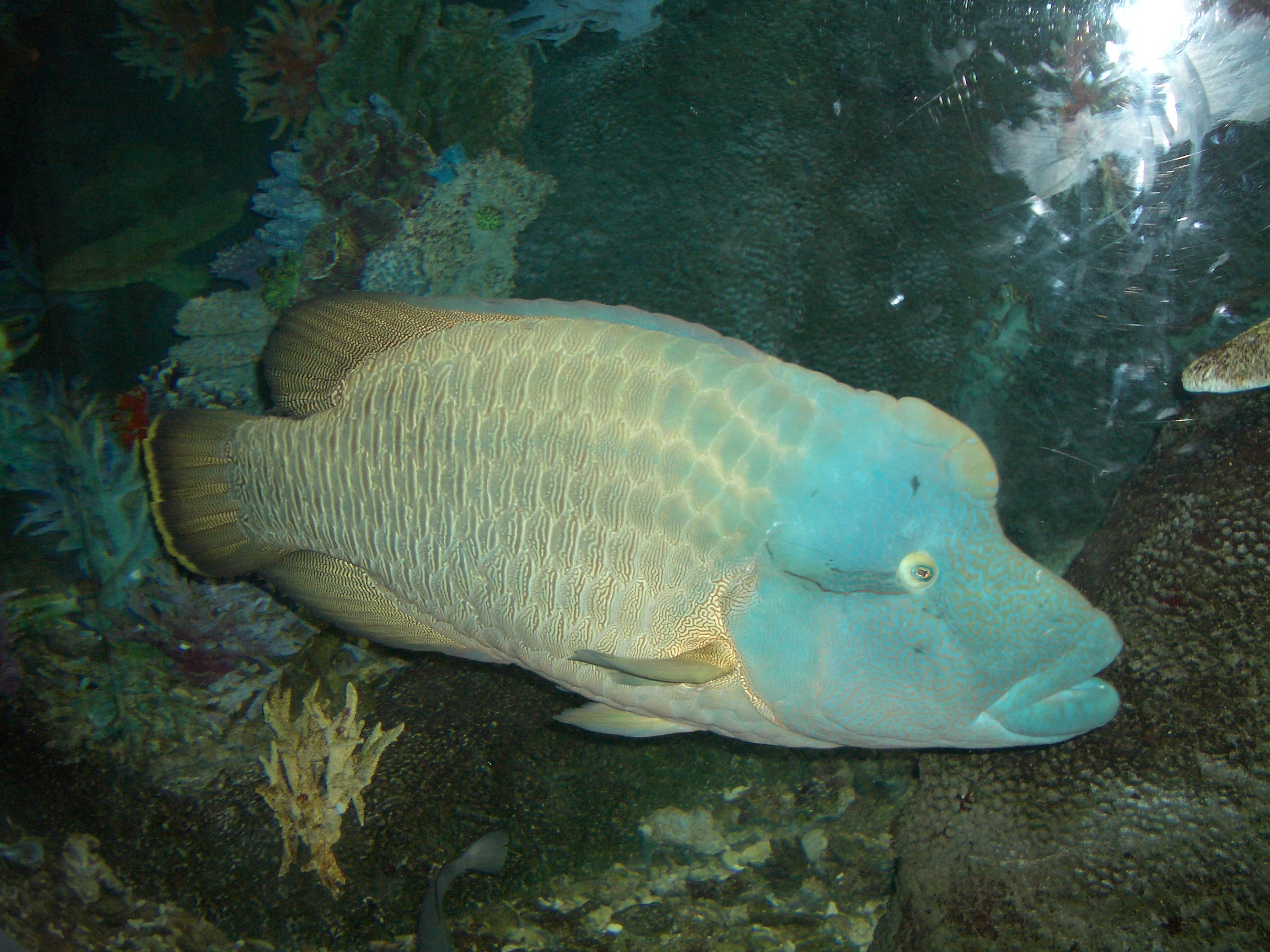
オス老成個体。メルボルン水族館
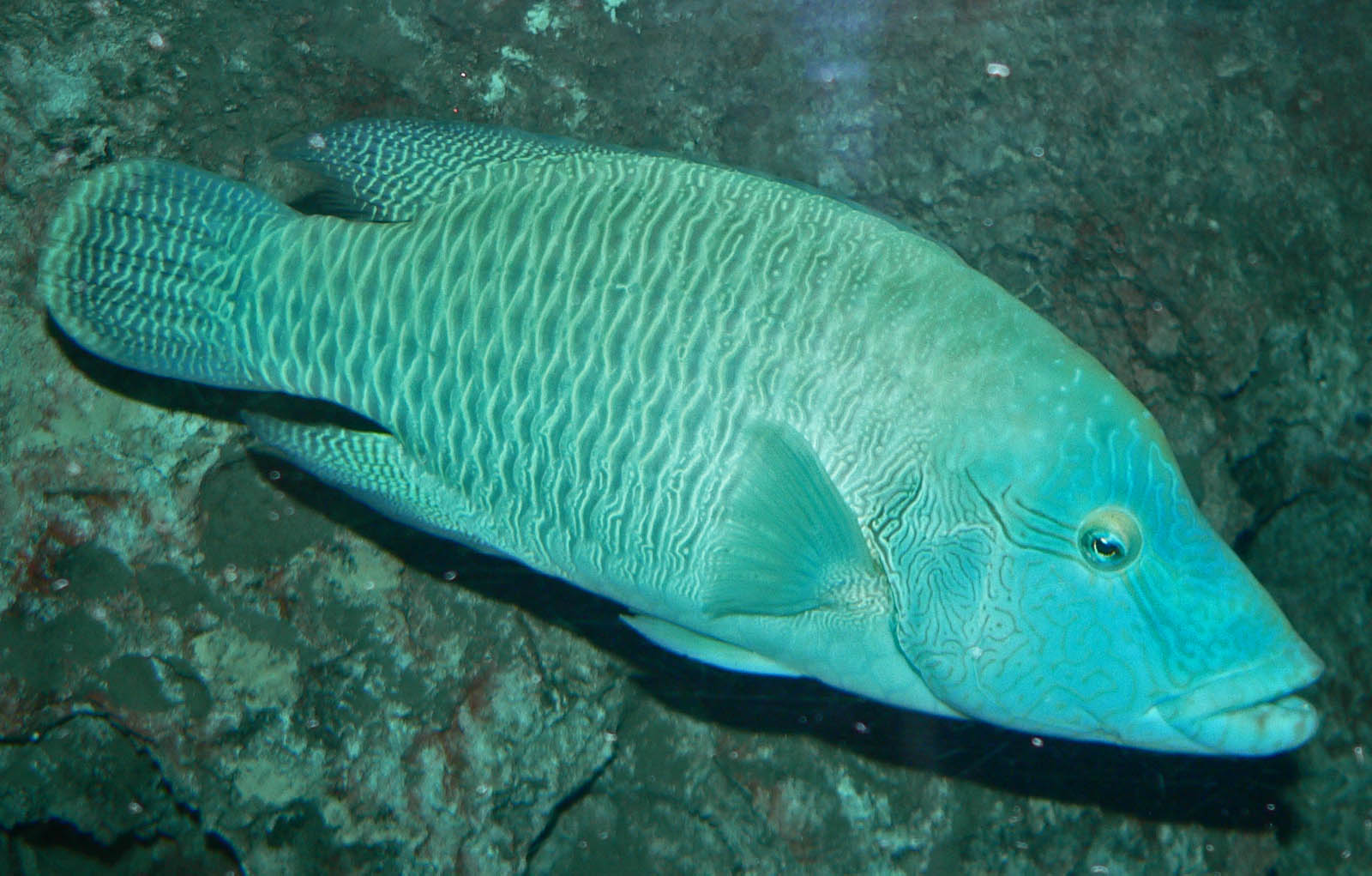
青緑色を帯びた個体。バンクーバー水族館
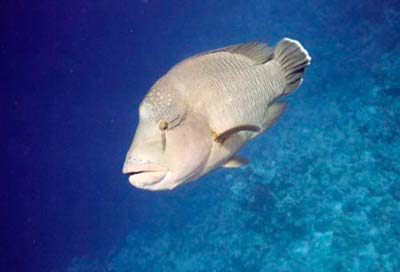
淡褐色の個体
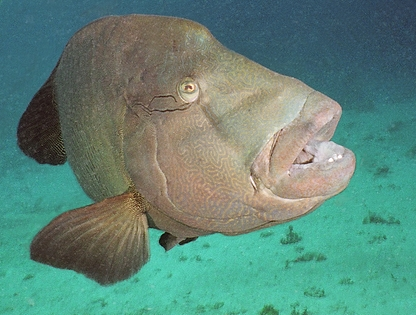
緑褐色の個体
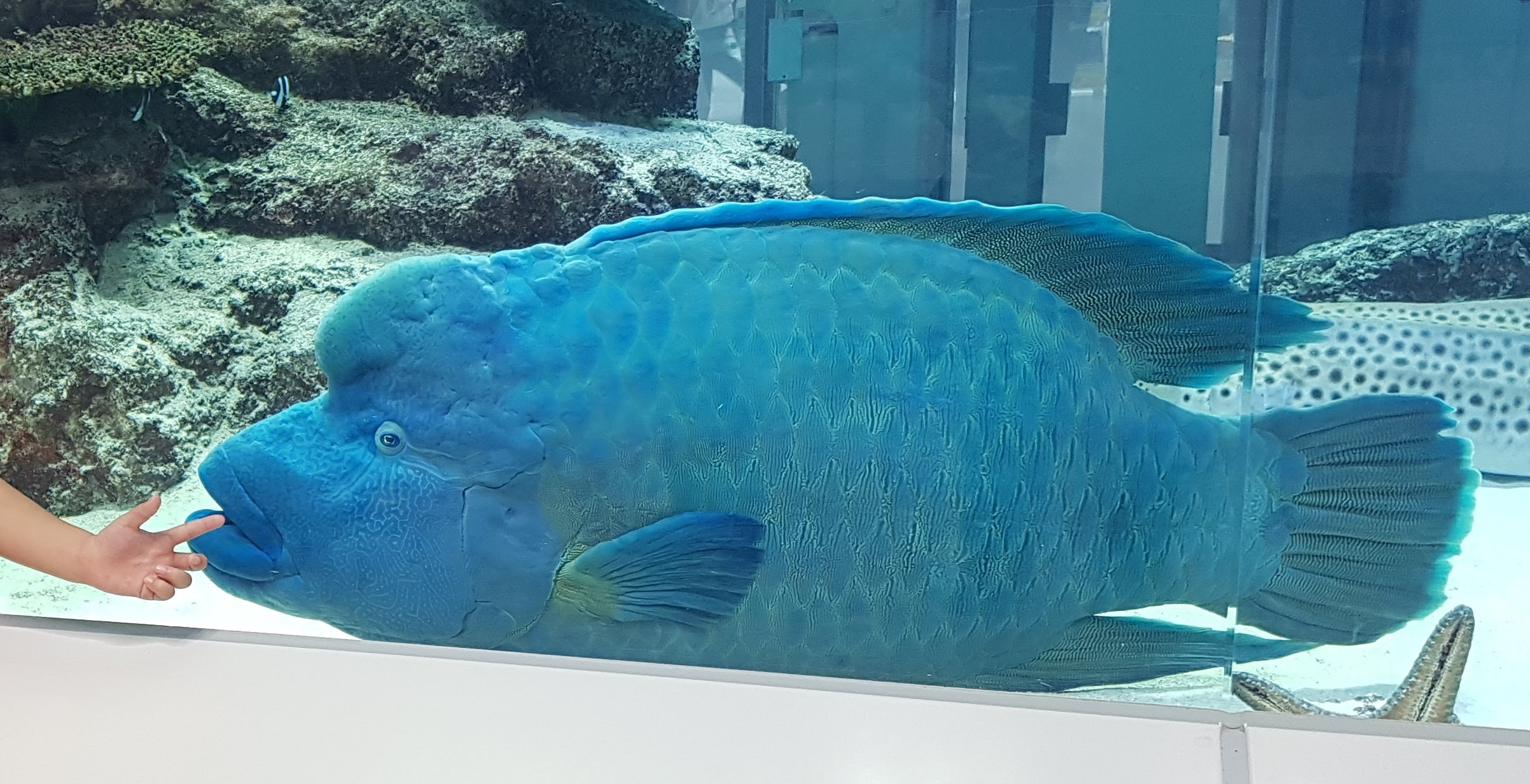
イオンモール沖縄ライカムでの飼育個体